# Lac de Bonnal
Pour les articles homonymes, voir Bonnal.
Le lac de Chassey-lès-Montbozon, aussi appelé lac de Bonnal, est un lac français situé en Haute-Saône, dans la région Bourgogne-Franche-Comté, près de la commune éponyme située dans le Doubs sur l'autre rive de l'Ognon, dû en grande partie à l'extraction de gravier et de sable.

## Géographie
Alimenté par l'Ognon et desservi par la RD 18, le lac se trouve principalement sur la commune de Chassey-lès-Montbozon et pour une plus petite partie sur la commune d'Esprels. Il est constitué principalement de quatre parties principales.
|  |

## Activités
Doté d'un camping, le site est prisé pour la baignade, la pêche et la planche à voile.

## Archéologie
Plusieurs sites archéologiques l'environnent et l'église paléochrétienne de Chassey-lès-Montbozon est construite sur des terres respectées par l'exploitation des sablières dans les années 1960, au milieu du lac.

## Faune et flore
Une importante population de Limnées et de Gerridés est présente dans l'eau.